# AN/PRC-117

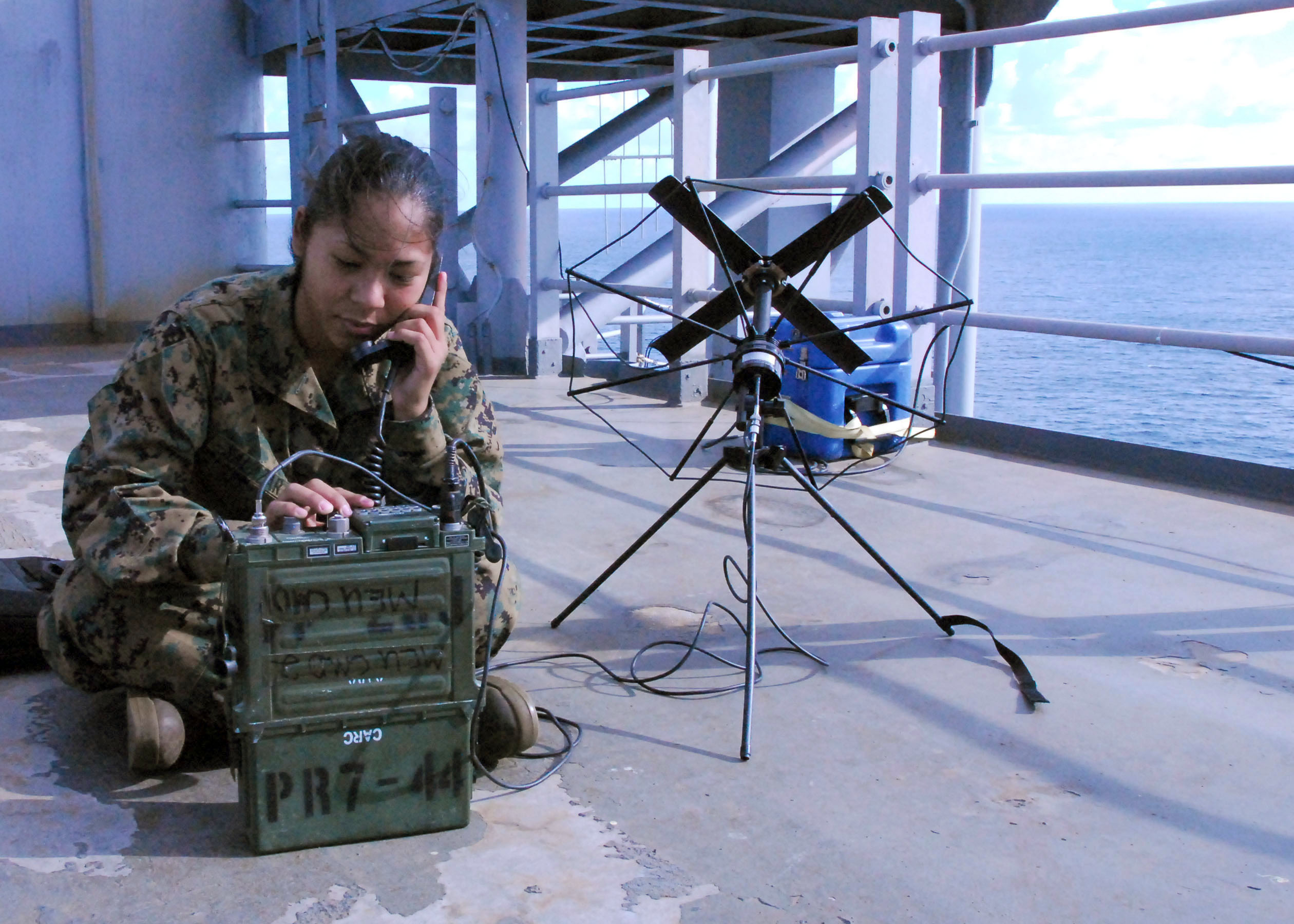
Ein Funkgerät PRC-117 auf dem Hubschrauberträger USS Nassau. Man beachte die SATCOM-Antenne.

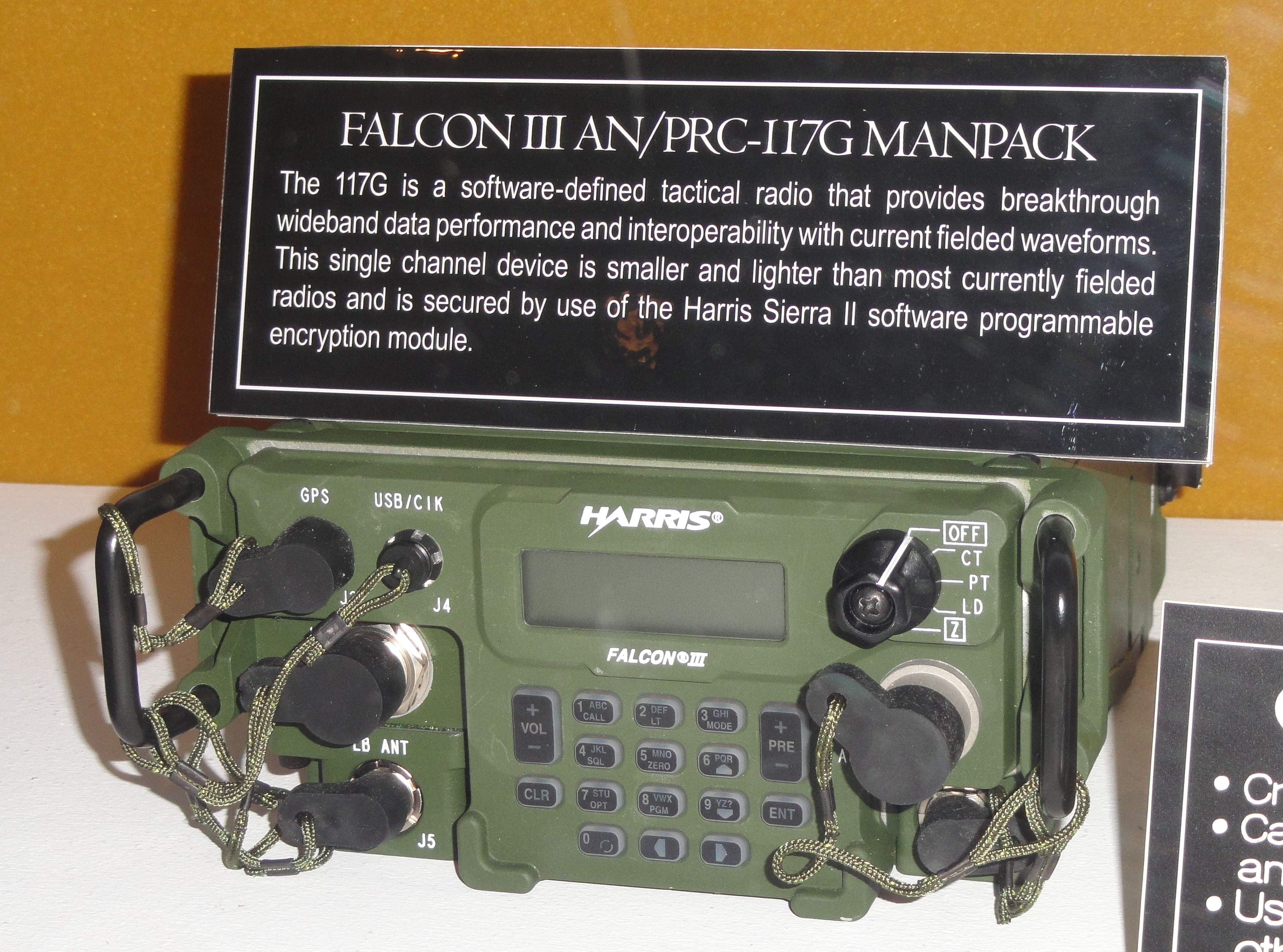
AN/PRC-117G im National Cryptologic Museum. Man beachte den „Crypto Ignition Key“, bezeichnet mit CIK.

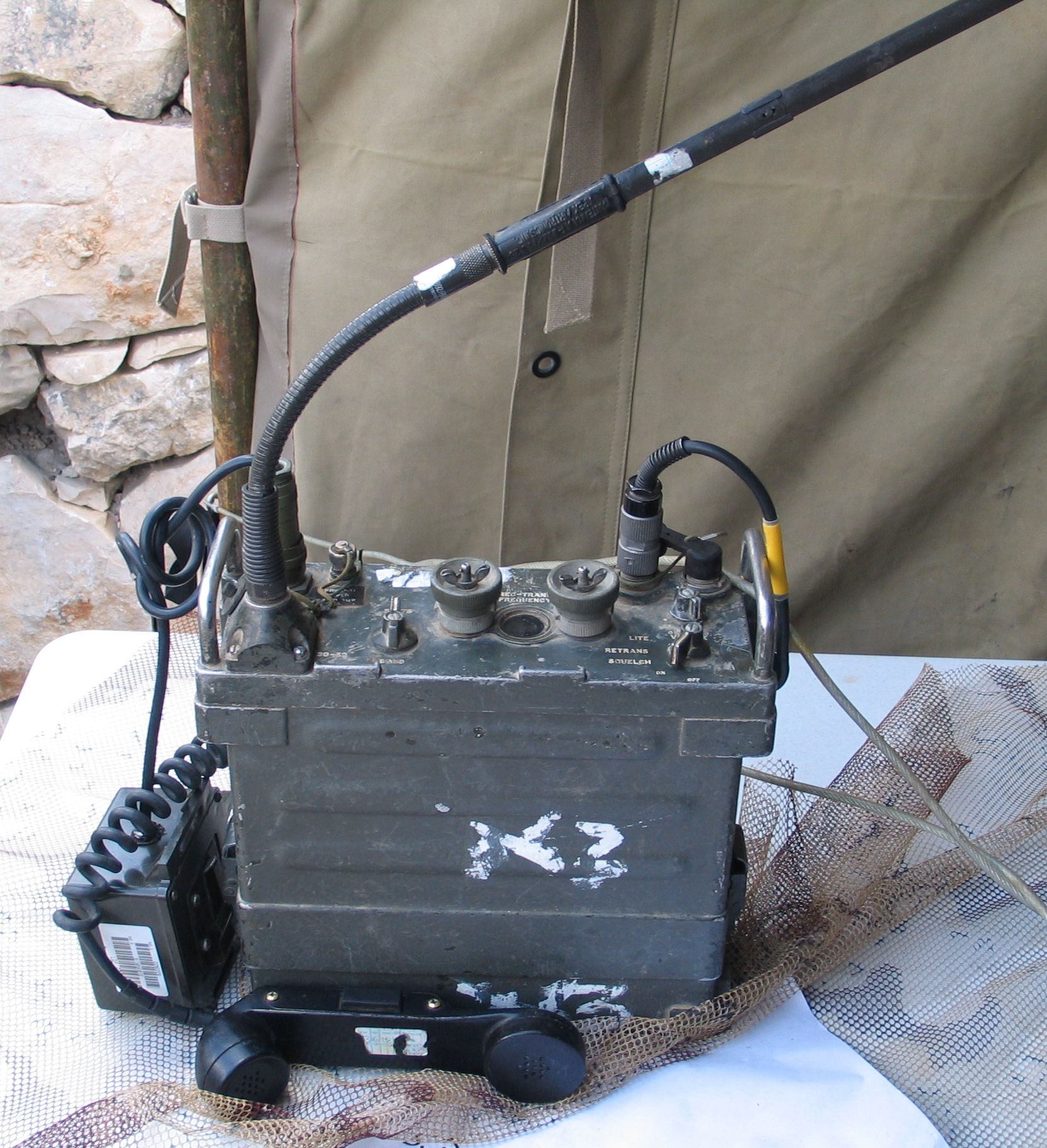
Das AN/PRC-77 wurde 1968 während des Vietnam-Krieges von vielen Ländern beschafft. Eine Verbindung mit dem AN/PRC-117 ist trotzdem möglich.

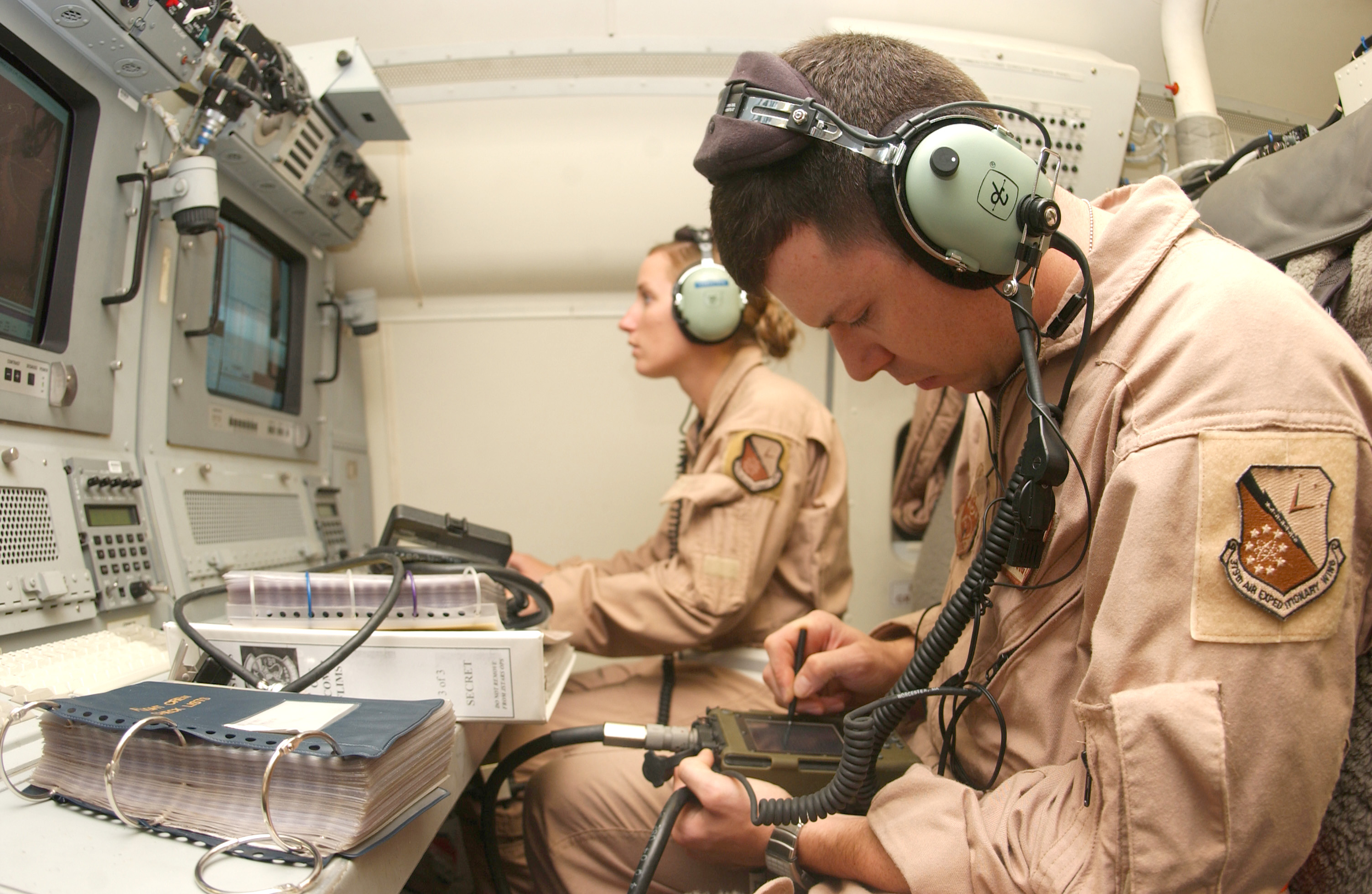
Der Funker verwendet ein AN/PYQ-10 um Schlüssel an einem SINCGARS-Funkgerät einzugeben.

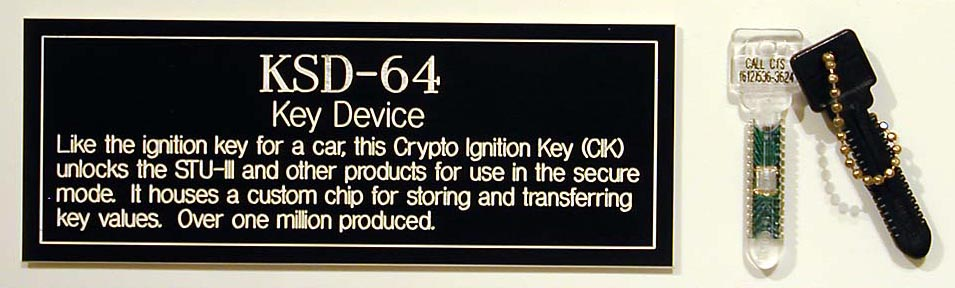
Memorystick zum Übertragen von kryptographischen Daten an ein Funkgerät

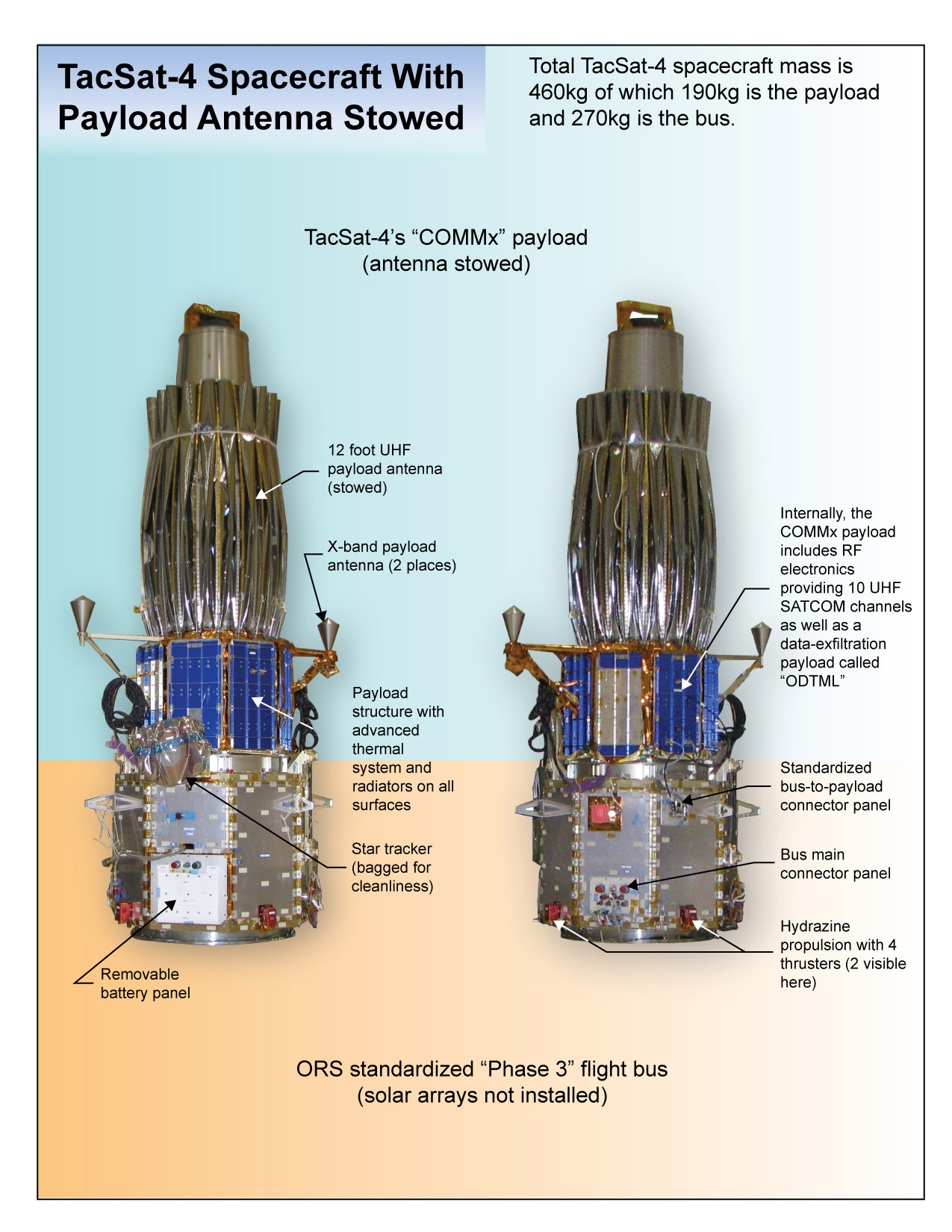
Übersicht über einen TacSat-4-Satelliten für UHF-DAMA-Access

Das AN/PRC-117 (Army/Navy, Portable, Radio, Communication‐117; L3HARRIS FALCON III) ist ein softwaredefiniertes Funkgerät des US-amerikanischen Herstellers Harris, welches sich für Sprechfunk, taktische Kurznachrichten und Datenübertragung eignet.

## Technische Eigenschaften
Das Gerät wird in zwei verschiedenen Versionen hergestellt. Die F-Version verfügt über einen Frequenzbereich zwischen 30 und 512 MHz, die G-Version über einen Frequenzbereich zwischen 30 und 2000 MHz und einen internen GPS-Empfänger. Der Kanalabstand beträgt 8.33, 12.5 oder 25 Kilohertz, die Bandbreite eines Kanals beträgt 5 oder 25 Kilohertz. Das Gerät hat eine Ausgangsleistung zwischen einem und zwanzig Watt und kann standardmäßig mit den Modulationsarten FM, AM, PSK und CPM betrieben werden. Dank der Unterstützung von AM kann es auch zur Kommunikation mit Flugzeugen verwendet werden. Durch seinen weiten Frequenzbereich sind auch Verbindungen zu anderen Funkdiensten wie Seefunk oder dem Funk von Behörden und Organisationen mit Sicherheitsaufgaben möglich. Das Funkgerät kann als Manpack eingesetzt werden, aber auch in Fahrzeugen oder stationär betrieben werden.
Das Funkgerät ist durch die amerikanische NSA zertifiziert und wird für sichere Funkverbindungen verwendet. Mit dem Gerät können auch Verbindungen via Satellit hergestellt werden, es eignet sich aber auch als taktisches Funkgerät. Besonders eignet sich das Gerät zur Kommunikation via UHF-TacSat-4-Satelliten. Dabei wird Demand Assigned Multiple Access (kurz DAMA) eingesetzt um die Anzahl der Teilnehmer auf den beschränkten Satellitentranspondernkapazitäten zu erhöhen. Es wird primär von Spezialeinheiten eingesetzt, kann aber auch mit den meisten gängigen Militärfunkgeräten im Frequenzbereich zwischen 30 und 88 MHz kommunizieren. Durch sein softwaregesteuertes Design können die meisten gängigen Verschlüsselungsmethoden verwendet werden. Auch kann es im Frequency-Hopping-Modus verwendet werden. Dabei wird die Frequenz bis zu hundertmal pro Sekunde gewechselt. Dies erschwert nicht nur den Empfang durch gegnerische Funkaufklärer, sondern verhindert auch, dass diese Geräte mit einfachen Mitteln angepeilt werden können. Auch können solche Geräte weniger gestört werden. Anderseits eignen sich die Geräte durch ihre große Bandbreite zum Stören gegnerischer Funkverbindungen. Damit ist ein Einsatz hinter feindlichen Linien möglich.
Wichtig ist auch, dass das Funkgerät Amplitudenmodulation beherrscht und im Bereich 117,975 bis 137 MHz senden und empfangen kann. Der Frequenzbereich findet im zivilen Flugfunk Verwendung. Es ist daher möglich, zu jedem funkausgerüsteten Luftfahrzeug Verbindung aufzunehmen, nicht nur zu militärischen Luftfahrzeugen. Diese verwenden primär den militärischen Flugfunk im Bereich 225–400 MHz. Das AN/PRC-117 unterstützt Have Quick und SATURN. Ein weiterer Bereich, den das Gerät problemlos abdeckt, ist der Seefunk. Der VHF-Seefunk wird im Frequenzbereich zwischen 156 und 162 MHz in Frequenzmodulation betrieben. Die meisten Wasserfahrzeuge sind mit einem Funkgerät des Seefunkdienstes im VHF-Bereich ausgerüstet.
Militärfunkgeräte müssen oft auf engsten Raum zusammenarbeiten können, da in Fahrzeugen oftmals mehrere Anlagen verbaut werden. Die Hersteller müssen Maßnahmen ergreifen, um gegenseitige Störungen auszuschließen. Beim AN/PRC-117 genügt ein Antennenabstand von 1,5 Meter, wenn die Sendefrequenzen 7 % voneinander abweichen. Damit ist ein Einbau von mehreren Geräten in einem Fahrzeug möglich.
Für das AN/PRC-117 steht ein großes Angebot an Zubehör zur Verfügung. Neben verschiedenen Antennen gibt es Einbausätze für Fahrzeuge. Diese enthalten einen Hochfrequenzverstärker mit 50 Watt Ausgangsleistung über den gesamten Frequenzbereich. Besonders wichtig sind abgesetzte Bedienteile. Mit einer normalen Zweidraht-Feldtelefonleitung kann das Gerät in einer Entfernung von bis zu 3,5 Kilometer abgesetzt bedient werden. Oftmals werden die Geräte auf Sichtverbindung betrieben. Um eine Verbindung zu gewährleisten, können die Geräte an erhöhten Positionen installiert werden. Doch solche Positionen sind gefährlich, sie können leicht unter feindlichen Beschuss geraten. Auch im Falle einer Funkaufklärung durch den Gegner sind Funker stark gefährdet. Man denke an bewaffnete Drohnen, die über Funkaufklärungsfunktionen verfügen.

## Funkgerätemanagement
Um Frequency Hopping und Kryptographie erfolgreich einsetzen zu können, müssen die Funkgeräte gemanagt werden. So kann Frequency Hopping nur eingesetzt werden, wenn die Geräte synchron laufen. Solch eine Vorgehensweise wird „COMSEC Management“ genannt.
Daten zur Verschlüsselung und Frequency Hopping werden im sicheren Hinterland an die zuständigen Fernmelder und Funker vergeben. Das Management erfolgt durch sogenannte „Automated Net Control Devices“. Ein solches Gerät ist das „AN/CYZ-10“ oder das „AN/PYQ-10“. Daten für das Funkgerät werden auf eine Speicherkarte übertragen und dann in das Funkgerät gesteckt. Solche Speicherkarten werden „Crypto Ignition Key“ (kurz CIK) genannt. Ein Beispiel ist das „KSD-64“. Alternativ können sie die Daten direkt an das Gerät übertragen, sei es mit einer Kabelverbindung oder per Funk. Ein interessantes Detail des AN/PRC-117F(C) ist das abnehmbare Bedienteil, „Keypad Display Unit“ (kurz KDU). Dabei kann das Funkgerät im Rucksack betrieben werden, der Funker kann das KDU aber am Handgelenk befestigen. Das KDU dient aber auch als CIK. Entfernt man das KDU, kann man das Funkgerät unbrauchbar machen. Das AN/PRC-117G besitzt kein KDU und es kommt ein üblicher CIK zum Einsatz.
Funkgeräte, die auf diese Art und Weise gemanagt werden, werden SINCGARS-Funkgeräte genannt. Das AN/PRC-117 kann aber auch als normales taktisches Funkgerät betrieben werden, ohne Frequency Hopping und ohne Kryptographie. Diese Vorgehensweise ist nicht sicher, wird aber trotzdem oftmals angewendet da zum Beispiel mit Truppen zusammengearbeitet werden muss, welche über keine SINCGARS-Funkgeräte verfügen. Oder, wenn es nicht möglich war, die Daten vorab auf die Geräte zu laden. Auch in Fällen, bei denen mit lokalen Behörden zusammengearbeitet werden muss, z. B. in Katastrophenfällen, wird unverschlüsselt gearbeitet.

## Anwender
Das AN/PRC-117 wurde von den amerikanischen Streitkräften in großem Umfang in Afghanistan eingesetzt. Die deutsche Bundeswehr bestellte im Jahr 2020 370 Geräte im Wert von 30 Millionen Dollar. In den Jahren 2021 bis 2024 sollen weitere 543 Systeme folgen. Insgesamt will die Bundeswehr 913  Geräte im Wert von rund 91 Millionen Euro beschaffen.
Neben der Bundeswehr wird das Gerät unter Anderen von den US-Seabees, dem United States Marine Corps, der United States Army, der US Coast Guard und dem United States Special Operations Command eingesetzt. Aber auch andere NATO-Staaten setzen das Gerät ein, unter anderem Kanada, Dänemark, Kroatien, das Vereinigte Königreich, Norwegen und die Niederlande.

## Kritik
Da die Software des Funkgeräts unter „Top Secret“ eingestuft wird, ist eine unabhängige Begutachtung durch Käufer fremder Länder sehr schwierig. Die Länder kaufen eine „Blackbox“. „Als einzig kritischer Punkt kann die Kryptographie genannt werden“ schreibt der Behörden Spiegel.

## Weitere Informationen
- US Marines: TAC Radios Multi-Service Tactics, Techniques, and Procedures for Tactical Radios
- ISAF: Radio Operator Tactics, Techniques, and Procedures
- Harris: Applications Handbook Falcon II Series
- US Marines: UHF TACSAT/DAMA Multi Service Tactics, Techniques and Procedures for Ultra High Frequency Tactical Satellite and Demand Assigned Multiple Access Operations